# Bankovci (Zdenci)
Pour les articles homonymes, voir Bankovci.
Bankovci est un village de la municipalité de Zdenci (Comitat de Virovitica-Podravina) en Croatie. Au recensement de 2011, le village comptait 124 habitants.